# Gonomyia macilenta
Gonomyia macilenta är en tvåvingeart som beskrevs av Alexander 1932. Gonomyia macilenta ingår i släktet Gonomyia och familjen småharkrankar. Inga underarter finns listade i Catalogue of Life.